# Янгтаун (Аризона)
Янгтаун (англ. Youngtown) — місто (англ. town) в США, в окрузі Марікопа штату Аризона. Населення — 7056 осіб (2020).

## Географія
Янгтаун розташований за координатами 33°35′6″ пн. ш. 112°18′18″ зх. д. / 33.58500° пн. ш. 112.30500° зх. д. (33.584969, -112.304916).  За даними Бюро перепису населення США в 2010 році місто мало площу 3,99 км², з яких 3,97 км² — суходіл та 0,02 км² — водойми.

## Демографія
Згідно з переписом 2010 року, у місті мешкало 6156 осіб у 2470 домогосподарствах у складі 1349 родин. Густота населення становила 1544 особи/км².  Було 2831 помешкання (710/км²).
Расовий склад населення:
| - 73,3 % — білих - 4,3 % — чорних або афроамериканців - 2,8 % — азіатів - 1,4 % — корінних американців - 0,1 % — вихідців з тихоокеанських островів - 14,6 % — осіб інших рас |

До двох чи більше рас належало 3,4 %. Частка іспаномовних становила 33,0 % від усіх жителів.
За віковим діапазоном населення розподілялося таким чином: 25,3 % — особи молодші 18 років, 55,5 % — особи у віці 18—64 років, 19,2 % — особи у віці 65 років та старші. Медіана віку мешканця становила 36,7 року. На 100 осіб жіночої статі у місті припадало 91,1 чоловіків;  на 100 жінок у віці від 18 років та старших — 85,5 чоловіків також старших 18 років.
Середній дохід на одне домашнє господарство  становив 45 321 долар США (медіана — 38 205), а середній дохід на одну сім'ю — 53 594 долари (медіана — 52 066). Медіана доходів становила 42 188 доларів для чоловіків та 31 310 доларів для жінок. За межею бідності перебувало 22,5 % осіб, у тому числі 30,6 % дітей у віці до 18 років та 8,7 % осіб у віці 65 років та старших.
Цивільне працевлаштоване населення становило 2325 осіб. Основні галузі зайнятості: освіта, охорона здоров'я та соціальна допомога — 21,4 %, мистецтво, розваги та відпочинок — 13,2 %, роздрібна торгівля — 12,1 %, науковці, спеціалісти, менеджери — 11,2 %.